# Short Peace
Pour plus de détails, voir Fiche technique et Distribution.
Short Peace (ショート・ピース) est un film d'animation japonais en quatre parties distinctes (sketchs) supervisé par Katsuhiro Ōtomo sorti le 20 juillet 2013, produit par Sunrise et Shōchiku. Il est généralement classé comme omnibus (compilation de plusieurs courts métrages). Il reprend le titre du manga Short Peace édité au Japon en 1979.
Un jeu vidéo servant de cinquième partie, Ranko Tsukigime's Longest Day, est développé par Crispy's et est sorti sur PlayStation 3 en 2014 au Japon, en Amérique du Nord et en Europe.

## Opening

### Synopsis
Une partie de cache-cache emmènera une petite fille bien loin de ses bases…

### Fiche technique
- Réalisation : Kōji Morimoto

## Possessions
Possessions (九十九, Tsukumo) est le premier court métrage d'animation.

### Synopsis
XVIIIe siècle. Un homme à tout faire, pris au piège de la montagne et de la pluie battante, trouve refuge dans un minuscule temple, visiblement abandonné depuis une éternité. Contre toute attente, il va alors basculer dans une autre réalité… et devoir faire face à une étrange petite grenouille… à l’ombrelle bien mal en point.

### Fiche technique
- Réalisation, scénario : Shuhei Morita
- Concept designer : Keisuke Kishi

## Combustible
La deuxième partie, d'une durée de 13 minutes, s'intitule Combustible (火要鎮, Hi-no-Youjin).

### Synopsis
De nombreux parchemins content les tristes histoires des catastrophes qui frappèrent la ville d’Edo, pendant des siècles. L’un de ces documents illustre ainsi l’un des plus grands incendies du XVIIIe siècle, qui ravagea la ville et fit de nombreuses victimes. Ou quand le destin de tous est lié à la tragédie d’un amour impossible, entre une fille promise à un homme qu’elle n’a pas choisi, et un jeune garçon qui décide de tout abandonner pour devenir pompier…et par conséquent tatoué.

### Fiche technique
- Réalisation, scénario : Katsuhiro Ōtomo
- Character designer, concept visuel : Hidekazu Ohara
- Musique : Makoto Kubota

## Gambo (ガンボ)

### Synopsis
À la fin du XVIe siècle, un drôle d’objet semble être tombé du ciel dans la région du Tohoku. Depuis, un monstre rouge à forme humanoïde persécute les villages environnants. Un ours blanc, autrefois craint par tous, se rangera aux côtés d’une petite fille qui lui avait demandé de l’aide.

### Fiche technique
- Réalisation : Hiroaki Ando
- Concept et scénario : Katsuhito Ishii
- Character designer : Yoshiyuki Sadamoto

## Buki yo Saraba (武器よさらば)

### Synopsis
Dans un futur proche, cinq soldats suréquipés voyagent à travers le désert qu’est devenu le monde. C’est dans les ruines d’une ville de Tokyo dévastée qu’ils vont livrer bataille avec un robot quasiment indestructible.

### Fiche technique
- Histoire originale : Katsuhiro Ōtomo
- Réalisation, scénario : Hajime Katoki
- Character designer : Tatsuyuki Tanaka

## Tsukigime Ranko no Ichiban Nagai Hi (月極蘭子のいちばん長い日)
Ranko Tsukigime's Longest Day est un jeu vidéo d'action en scrolling horizontal proposé uniquement sur PlayStation 3 en 2014,.

### Synopsis
Ranko Tsukigime est une jeune lycéenne plutôt arrogante et solitaire. La nuit, elle se transforme en tueuse à gage redoutable qui assassine ses victimes de sang-froid. Tout son monde est alors bouleversé lorsqu’une organisation ennemie démoniaque surgit et menace de tuer Ranko et ses amis.

### Fiche technique
- Game director : Yohei Kataoka
- Scénario : Goichi Suda alias Suda 51
- Éditeur : Bandai Namco Game